# Polariton
Polariton je kvazidelec, ki nastane kot posledica medsebojnega delovanja elektromagnetnega valovanja (fotonov) in nekaterih vzbujenih stanj v snovi (npr. električne ali magnetne polarizacije). 
Polariton je rezultat delovanja fotonov na vzbujena stanja snovi. Najbolj znani so fononski polaritoni, ki nastanego kot rezultat sklopitve fotona infrardečega valovanja s fononom. Nastajajo v ionskih kristalih. Druga vrsta polaritonov so ekscitonski polaritoni, ki nastanejo kot sklopitev fotona vidne svetlobe in ekscitona. 
Polariton je bozon. Ne smemo ga zamenjevati s polaronom, ki pa je fermion